# Elusor macrurus
Elusor macrurus (лат.) — вид находящихся под угрозой исчезновения короткошеих черепах, который обитает в реке Мэри, протекающей по юго-востоку штата Квинсленд в Австралии. В этой стране в 1960-х и 1970-х они были популярными домашними животными. В течение десятилетнего периода каждый год около 15 000 особей отправлялось в магазины. Они изначально были известны под названиями «Penny Turtle» и «Pet Shop Turtle». Детёныши имеют прямой карапакс длиной 2-3,5 см.
Elusor является монотипным родом, представляющим очень древнюю родословную черепах, которые полностью исчезли из эволюционной истории Австралии. Сохранившийся вид представляет собой одних из самых больших черепах в этой стране. Были зафиксированы особи с длиной панциря более 50 см, хотя обычно она не превышает 37,8-40 см. Взрослые черепахи реки Мэри имеют вытянутый, обтекаемый панцирь, который может быть прост по своему цвету, а может иметь красивый узор. Общий цвет может различаться от ржаво-красного до коричневого и почти чёрного. Цвет пластрона варьируется от кремового до светло-розового цвета. Окраска кожи близка к цвету панциря и часто имеет оранжево-розовое пятно на хвосте и конечностях. Радужная оболочка обычно бывает светло-голубой. Черепахи реки Мэри способны поглощать кислород через клоаку при нахождении под водой, тем не менее, они регулярно поднимаются на поверхность, чтобы дышать воздухом в обычном порядке.
Уникальной особенностью мужских особей черепах реки Мэри является хвост, который может составлять две трети длины панциря, и это самый длинный хвост среди всех видов черепах. Ещё одной уникальной особенностью являются исключительно длинные усики под нижней челюстью. У черепахи реки Мэри пропорционально самая маленькая голова и самые большие задние лапы среди всех видов черепах в пределах бассейна, что способствует тому, что этот вид является самым быстрым пловцом-черепахой в бассейне.
Этот вид иногда неформально называют также зелено-волосой черепахой (the green haired turtle) из-за того, что многие экземпляры покрыты живыми растущими нитчатыми водорослями, которые в воде напоминают развевающиеся волосы. 
Вид является вторым по охранному статусу среди пресноводных черепах в Австралии после болотной жабьей черепахи (лат. Pseudemydura umbrina), обитающей в западной Австралии. Черепахи реки Мэри также перечислены в списке 25 видов черепах, которым наибольшим образом угрожает вымирание.
Организация AFTCRA, являющаяся первой австралийской некоммерческой природоохранной организацией по охране рептилий, стала первой организацией, разводящей черепах реки Мэри в неволе. Первое потомство было выпущено в дикую природу в 2007 году.